# František Häckel
František Häckel   () fou un esquiador de fons txecoslovac que va competir durant la dècada de 1920.
El seu principal èxit esportiu fou la medalla de plata en la cursa dels 50 quilòmetres al Campionat del Món d'esquí nòrdic de 1925.